# 본 토마호크
《본 토마호크》(Bone Tomahawk)는 2015년에 개봉한 미국의 공포 서부 영화이다. S. 크레이그 찰러가 감독과 각본을 맡았으며, 커트 러셀, 패트릭 윌슨, 매슈 폭스, 리처드 젱킨스 등이 출연했다. 이 영화의 줄거리는 서부 개척 시대. 시골의 작은 마을인 브라이트 호프에 식인종 무리가 습격해온다. 마을 보안관 프랭클린 헌트는 납치 당한 마을 주민을 구하기 위해 길을 나선다. 하지만 상상 이상으로 잔혹한 무리를 상대로 인질을 구조하는 것은 쉽지 않고, 시간이 흐를수록 구조가 아닌 생존이 목표가 되어버린 여정 속에서 헌트는 큰 혼란에 빠져들게 된다.

## 출연
- 커트 러셀 : 프랭클린 헌트 역
- 패트릭 윌슨 : 아서 역
- 매슈 폭스 : 브루더 역
- 리처드 젱킨스 : 치커리 역
- 숀 영 : 포터 부인 역
- 릴리 시먼스 : 사만다 역
- 데이비드 아켓 : 퍼비스 역
- 마이클 파레 : Mr. 월링턴 역
- 시드 헤이그 : 버디 역
- 캐서린 모리스 : 로나 헌트 역
- 잔 매클러넌 : 교수 역
- 제임스 톨칸 : 피아니스트 역
- 데이비드 미드선더 : 미샤펜 트롤로지 역
- 브랜든 모레일 : 노즐리스 트롤로지 역
- 에번 조니카이트 : 닉 역
- 마이클 에머리 : 레드헤디드 펠로우 역
- 마렘 하슬러 : 프리그넌트 트롤로지 역